# Mistrzostwa Polski Juniorów w Curlingu 2012

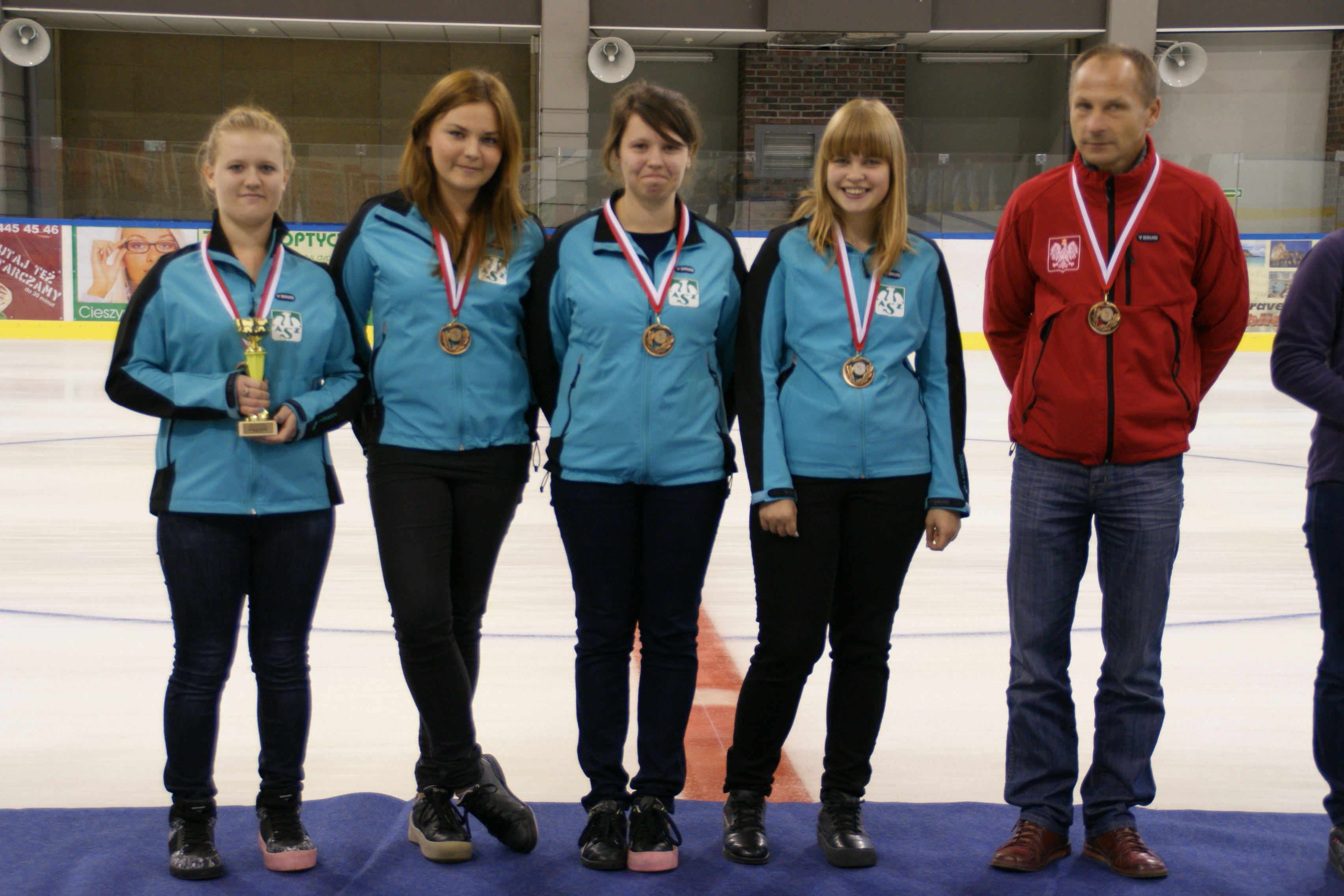
Mistrzynie Polski Juniorek w curlingu 2012

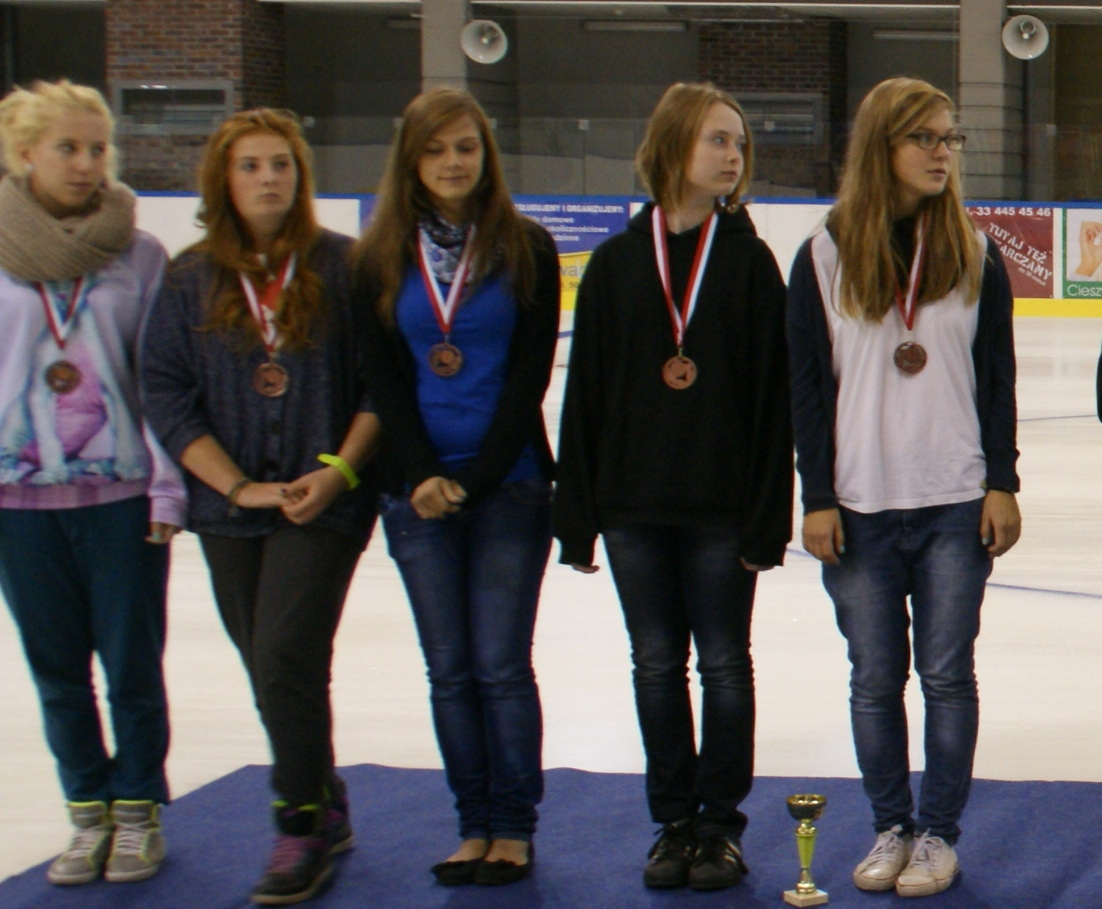
Brązowe medalistki

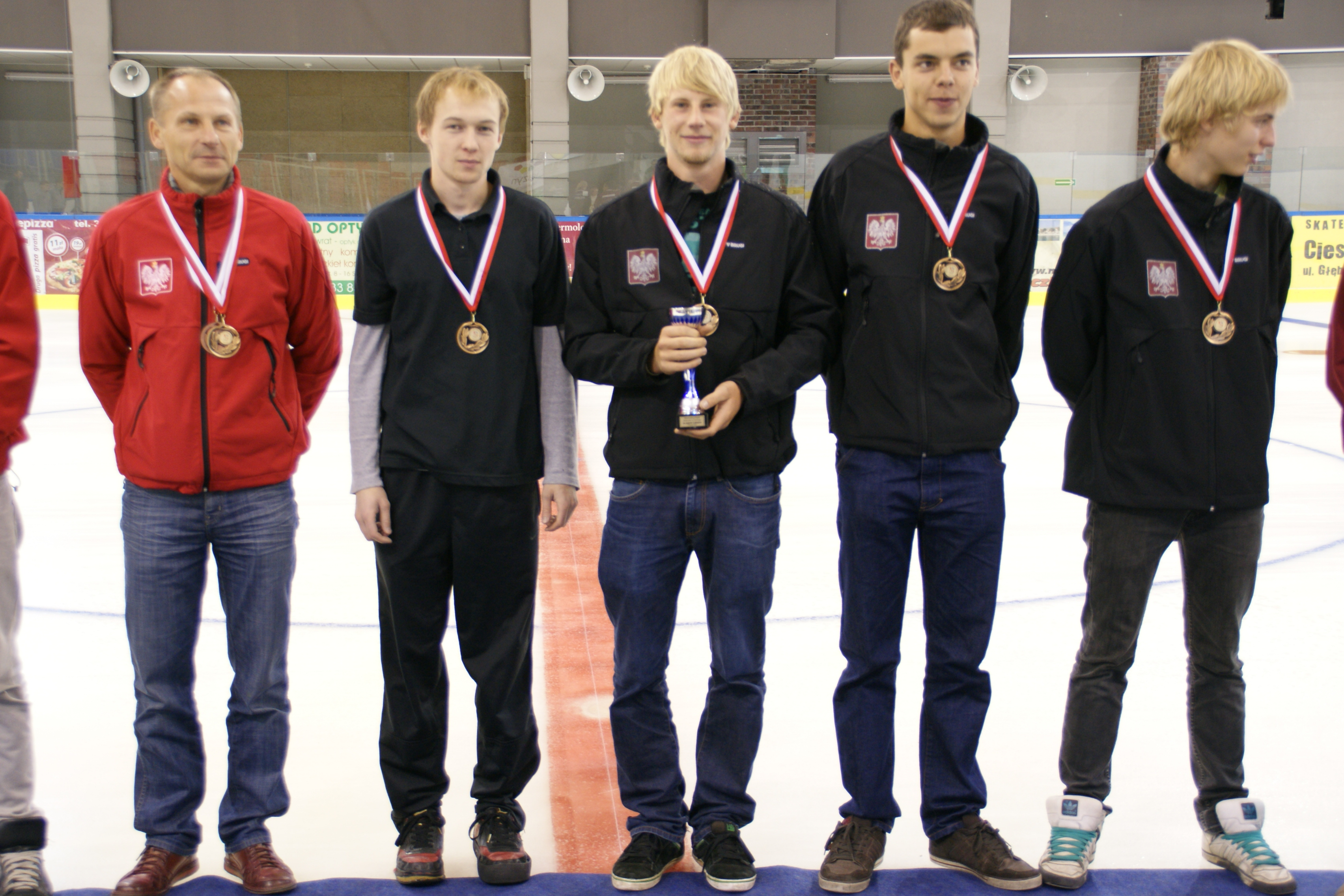
Mistrzowie juniorów 2012

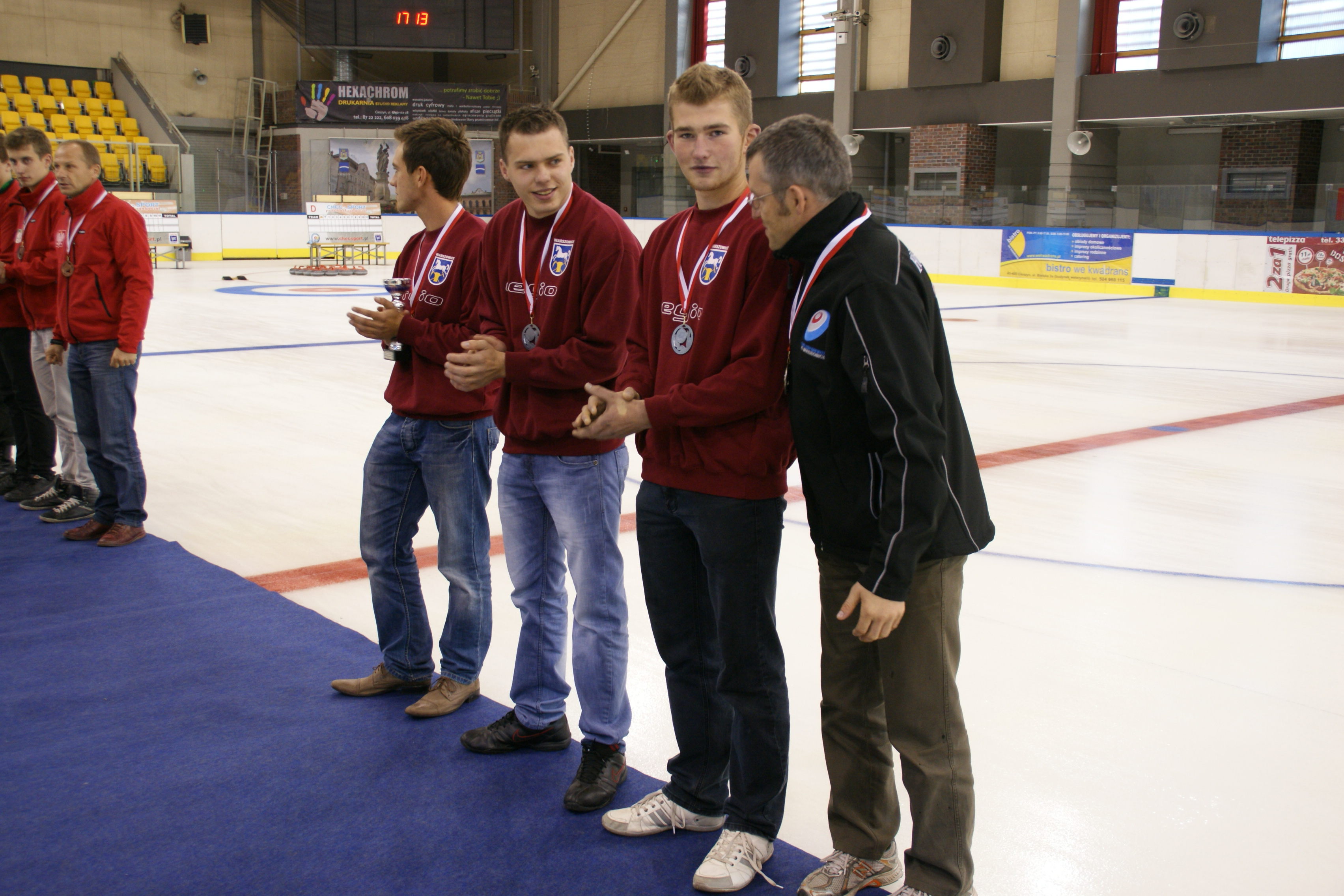
Srebrni medaliści

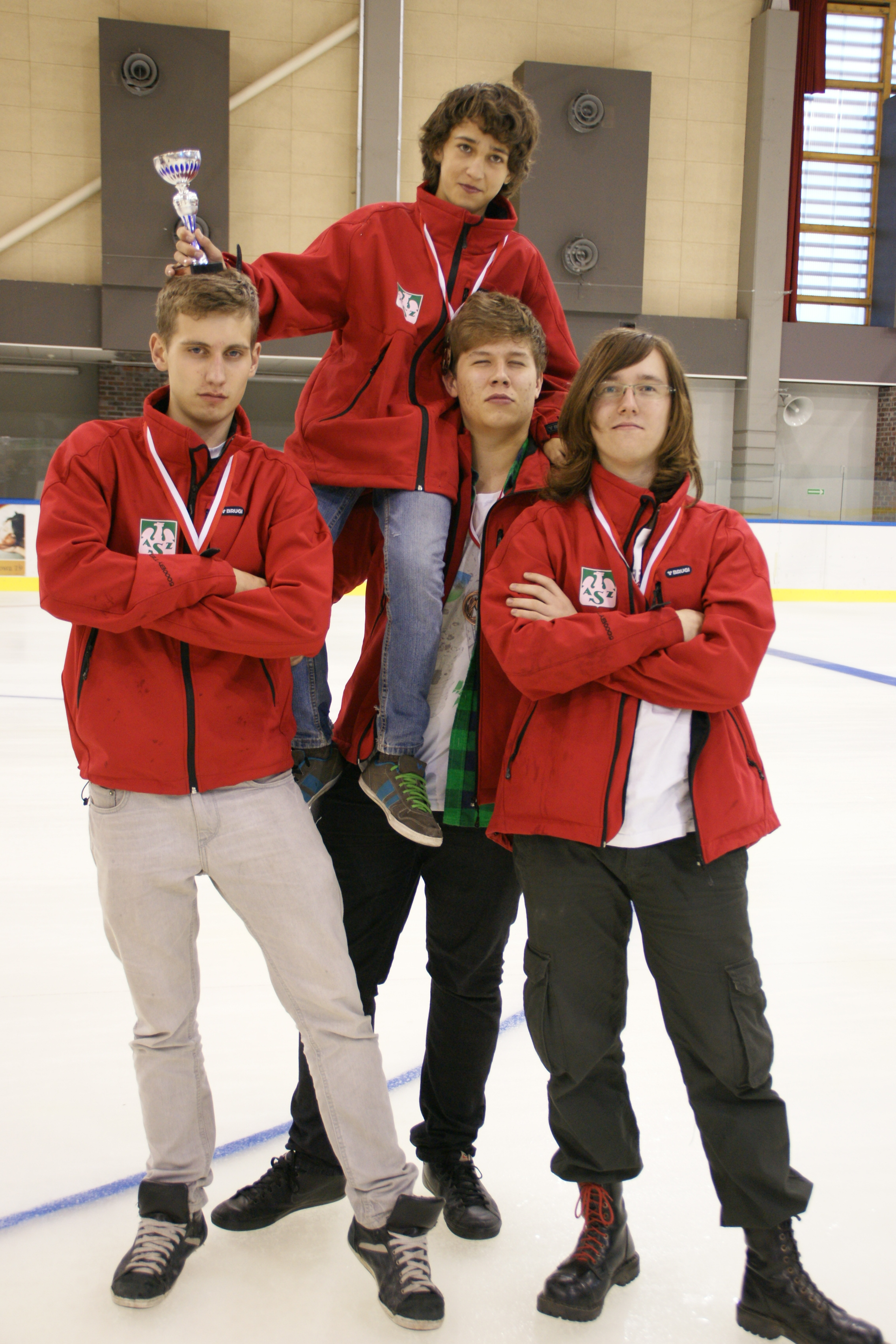
Brązowi medaliści, AZS PŚ Gliwice I

Mistrzostwa Polski Juniorów w Curlingu 2012 odbyły się dwuetapowo. Faza eliminacyjna miała miejsce między 15 a 17 lutego 2012 na lodowisku Tafla w Gliwicach. Turniej finałowy rozegrano w dniach 14–16 września 2012 w Cieszynie, w Hali Widowiskowo-sportowej im. Cieszyńskich Olimpijczyków.
W rywalizacji kobiet najlepszy okazał się zespół AZS PŚ Gliwice I (Marta Pluta), który w finale pokonał 13:5 POS Tikatukatam (Magdalena Kołodziej). Brązowe medale zdobyły zawodniczki ekipy CCC Śfiry (Aneta Lipińska). W konkurencji juniorów triumfowała drużyna AZS PŚ Gliwice Kaczory (Rafał Sypień) zwyciężając nad KS Warszowice (Jacek Rokita). Na najniższym stopniu podium uplasował się zespół AZS PŚ Gliwice I (Tomasz Pluta).
Pod koniec września 2012 dyrektor sportowy Polskiego Związku Curlingu, Mirosław Wodzyński, powołał kadrę narodową i reprezentację na Europejski Challenge Juniorów 2013. Kadra narodowa na sezon 2012/2013 składa się z czterech najlepszych drużyn Mistrzostw Polski Juniorów 2012. Na turniej w Pradze zostały powołane drużyny mistrzowskie.

## Kobiety

### Faza eliminacyjna
Do rywalizacji kobiet zgłosiło się 5 drużyn. Po Round Robin cztery najlepsze awansowały do fazy finałowej.
Klasyfikacja na zakończenie fazy eliminacyjnej:
| # | Drużyna           |
| - | ----------------- |
| 1 | CCC Śfiry         |
| 2 | AZS PŚ Gliwice II |
| 3 | AZS PŚ Gliwice I  |
| 4 | AZS Łódź          |
| 5 | Sopot CC Wa ku’ta |

     awans do finałów

### Faza finałowa

#### Drużyny
|                   | Skład                                                                                            |
| ----------------- | ------------------------------------------------------------------------------------------------ |
| AZS PŚ Gliwice I  | Marta Pluta, Marta Malinowska, Ewa Stych, Joanna Benet                                           |
| AZS PŚ Gliwice II | Julia Malinowska, Karolina Zaborska, Martyna Wilczak                                             |
| CCC Śfiry         | Aneta Lipińska, Julia Janowska, Anna Ignatowska, Zuzanna Aniołkowska, Daria Chmarraa             |
| POS Tikatukatam1  | Katarzyna Wójcik, Magdalena Kołodziej, Zuzanna Śliwińska, Aleksandra Przybyt, Marta Anna Walczak |

1 - W eliminacjach drużyna występowała pod nazwą AZS Łódź

### Round Robin
| # | Drużyna           | Mecze | Mecze | Kamienie | Kamienie |
| # | Drużyna           | W     | P     | W        | P        |
| - | ----------------- | ----- | ----- | -------- | -------- |
| 1 | POS Tikatukatam   | 3     | 0     | 24       | 14       |
| 2 | AZS PŚ Gliwice I  | 2     | 1     | 20       | 17       |
| 3 | CCC Śfiry         | 1     | 2     | 18       | 20       |
| 4 | AZS PŚ Gliwice II | 0     | 3     | 14       | 25       |

#### Sesja 1.
14 września 2012; 13:00
|  | CCC Śfiry | 10:2 | AZS PŚ Gliwice II |  |
|  |           | 10:2 |                   |  |

|  | POS Tikatukatam | 8:3 | AZS PŚ Gliwice I |  |
|  |                 | 8:3 |                  |  |

#### Sesja 2.
14 września 2012; 19:00
|  | CCC Śfiry | 5:9 | POS Tikatukatam |  |
|  |           | 5:9 |                 |  |

|  | AZS PŚ Gliwice II | 6:8 | AZS PŚ Gliwice I |  |
|  |                   | 6:8 |                  |  |

#### Sesja 3.
15 września 2012; 13:00
|  | CCC Śfiry | 3:9 | AZS PŚ Gliwice I |  |
|  |           | 3:9 |                  |  |

|  | POS Tikatukatam | 7:6 | AZS PŚ Gliwice II |  |
|  |                 | 7:6 |                   |  |

### Play off

#### Mały finał
16 września 2012; 10:00
|  | CCC Śfiry | 10:6 | AZS PŚ Gliwice II |  |
|  |           | 10:6 |                   |  |

#### Finał
16 września 2012; 10:00
|  | POS Tikatukatam | 5:13 | AZS PŚ Gliwice I |  |
|  |                 | 5:13 |                  |  |

### Klasyfikacja końcowa
| # | Drużyna           | Mecze | Mecze | Kamienie | Kamienie |
| # | Drużyna           | W     | P     | W        | P        |
| - | ----------------- | ----- | ----- | -------- | -------- |
| 1 | AZS PŚ Gliwice I  | 3     | 1     | 33       | 22       |
| 2 | POS Tikatukatam   | 3     | 1     | 29       | 27       |
| 3 | CCC Śfiry         | 2     | 2     | 28       | 26       |
| 4 | AZS PŚ Gliwice II | 0     | 4     | 20       | 35       |

## Mężczyźni

### Faza eliminacyjna
Do turnieju zgłosiło się 12 zespołów, podzielonych na dwie grupy (A i B), w których rozegrano mecze systemem kołowym. Zwycięzcy grup bezpośrednio awansowali do turnieju finałowego, by wyłonić dwie ostatnie drużyny rozegrano czteroendowe mecze A2-B3 i B2-A3.
Klasyfikacja na zakończenie fazy eliminacyjnej:
| #  | Drużyna                    |
| -- | -------------------------- |
| 1  | AZS PŚ Gliwice Kaczory     |
| 2  | AZS PŚ Gliwice I           |
| 3  | KS Warszowice              |
| 4  | Sopot CC Wa ku’ta          |
| 5  | KS Warszowice Czajnik Team |
| 6  | AZS Łódź I                 |
| 7  | CCC Mleko                  |
| 8  | CCC Szwagry                |
| 9  | AZS Łódź II                |
| 10 | AZS PŚ Gliwice II          |
| 11 | CCC Kori No Hito           |
| 12 | AZS Łódź III               |

     awans do finałów

### Faza finałowa

#### Drużyny
|                        | Skład                                                                     |
| ---------------------- | ------------------------------------------------------------------------- |
| AZS PŚ Gliwice Kaczory | Rafał Sypień, Konrad Stych, Karol Gawron, Jakub Chęć                      |
| AZS PŚ Gliwice I       | Tomasz Pluta, Tomasz Bosek, Krzysztof Niewiński, Przemysław Bocek         |
| KS Warszowice          | Jacek Rokita, Seweryn Klimza, Andrzej Hanusek, Patryk Gronowski           |
| Sopot CC Wa ku'ta      | Wojciech Gubański, Marcin Loryński, Kamil Bułakowski, Krzysztof Moczyński |

### Round Robin
| # | Drużyna                | Mecze | Mecze | Kamienie | Kamienie |
| # | Drużyna                | W     | P     | W        | P        |
| - | ---------------------- | ----- | ----- | -------- | -------- |
| 1 | KS Warszowice          | 3     | 0     | 21       | 12       |
| 2 | AZS PŚ Gliwice I       | 1     | 2     | 15       | 18       |
|   | AZS PŚ Gliwice Kaczory | 1     | 2     | 18       | 18       |
|   | Sopot CC Wa ku'ta      | 1     | 2     | 12       | 18       |

#### Sesja 1.
14 września 2012; 13:00
|  | KS Warszowice | 7:2 | Sopot CC Wa ku'ta |  |
|  |               | 7:2 |                   |  |

|  | AZS PŚ Gliwice I | 5:7 | AZS PŚ Gliwice Kaczory |  |
|  |                  | 5:7 |                        |  |

#### Sesja 2.
14 września 2012; 19:00
|  | KS Warszowice | 6:5 | AZS PŚ Gliwice Kaczory |  |
|  |               | 6:5 |                        |  |

|  | Sopot CC Wa ku'ta | 3:5 | AZS PŚ Gliwice I |  |
|  |                   | 3:5 |                  |  |

#### Sesja 3.
15 września 2012; 13:00
|  | KS Warszowice | 8:5 | AZS PŚ Gliwice I |  |
|  |               | 8:5 |                  |  |

|  | Sopot CC Wa ku'ta | 7:6 | AZS PŚ Gliwice Kaczory |  |
|  |                   | 7:6 |                        |  |

### Play off

#### Tie-breaker
Przed meczami barażowymi rozegrano drużynowy tee-shot. Zwycięzca, AZS PŚ Gliwice Kaczory, czekał na triumfatora meczu Sopot CC Wa ku'ta-AZS PŚ Gliwice I.
15 września 2012;

Mecz o baraż
|  | Sopot CC Wa ku'ta | 0:3 | AZS PŚ Gliwice I |  |
|  |                   | 0:3 |                  |  |

Baraż o finał
|  | AZS PŚ Gliwice Kaczory | 4:2 | AZS PŚ Gliwice I |  |
|  |                        | 4:2 |                  |  |

#### Mały finał
16 września 2012; 10:00
|  | AZS PŚ Gliwice I | 6:5 | Sopot CC Wa ku'ta |  |
|  |                  | 6:5 |                   |  |

#### Finał
16 września 2012; 10:00
|  | KS Warszowice | 6:8 | AZS PŚ Gliwice Kaczory |  |
|  |               | 6:8 |                        |  |

### Klasyfikacja końcowa
| # | Drużyna                | Mecze | Mecze | Kamienie | Kamienie |
| # | Drużyna                | W     | P     | W        | P        |
| - | ---------------------- | ----- | ----- | -------- | -------- |
| 1 | AZS PŚ Gliwice Kaczory | 3     | 2     | 30       | 26       |
| 2 | KS Warszowice          | 3     | 1     | 27       | 20       |
| 3 | AZS PŚ Gliwice I       | 3     | 3     | 26       | 27       |
| 4 | Sopot CC Wa ku'ta      | 1     | 4     | 17       | 27       |